# Qinghaihu (sockenhuvudort i Kina, Qinghai Sheng, lat 36,84, long 100,82)
Qinghaihu (kinesiska: 青海湖, 青海湖乡) är en sockenhuvudort i Kina. Den ligger i provinsen Qinghai, i den nordvästra delen av landet, omkring 87 kilometer väster om provinshuvudstaden Xining. Antalet invånare är 2 442. Befolkningen består av 1 151 kvinnor och 1 291 män. Barn under 15 år utgör 22,0 %, vuxna 15-64 år 71 %, och äldre över 65 år 6,0 %.
Runt Qinghaihu är det mycket glesbefolkat, med 7 invånare per kvadratkilometer. Närmaste större samhälle är Sanjiaocheng, 16,9 km öster om Qinghaihu. Trakten runt Qinghaihu består i huvudsak av gräsmarker.
Genomsnittlig årsnederbörd är 423 millimeter. Den regnigaste månaden är juli, med i genomsnitt 110 mm nederbörd, och den torraste är januari, med 2 mm nederbörd.